# Lambé An Dro
Singles de Matmatah
Emma
(1999)
Pistes de La Ouache
Emma
(2) Troglodyte
(4)
Lambé An Dro (ou Lambé an Dro) est une chanson de « rock celtique » écrite par Tristan Nihouarn et le groupe Matmatah. Il s'agit du premier single du groupe, sorti une première fois en 1997, puis à nouveau en 1998. Elle est intégrée dans leur premier album, La Ouache.
Le titre est une référence à Lambézellec, un quartier de la ville de Brest d'où le groupe est originaire, et à l'an dro, une célèbre danse traditionnelle bretonne où les participants se tiennent par le petit doigt.

## Historique
Tristan Nihouarn et Cédric Floc'h, dit Sammy, écrivent la chanson en 1994 dans la chambre d'étudiant de Tristan, située dans le quartier de Lambézellec. Les paroles humoristiques, qui reposent sur l'épiphore « Viens donc faire un tour à Lambé », sont une invitation à venir y trouver du réconfort ou prendre du bon temps. Lorsqu'ils forment Matmatah en 1995, ils interprètent Lambé An Dro lors de leur concerts dans les bars brestois ; c'est un succès immédiat auprès du public breton. En juillet 1997, ils gravent une démo sur un CD autoproduit distribué à 500 exemplaires dans un premier temps, puis vendu finalement  à 30 000 exemplaires en seulement 10 mois.
Cette réussite leur permet d'aller enregistrer l'album La Ouache en Angleterre, aux Parkgate Studios de Catsfield, avant même la signature du contrat avec une maison de disques. La chanson ainsi réenregistrée ressort en single en 1998 et se classe no 12 des meilleures ventes de singles en France le 7 décembre 1998. C'est leur seul titre classé dans le Top 50.
Devenue un incontournable du groupe, la chanson est au programme de tous leurs concerts et figure sur les albums live Lust for a Live et You’re Here, Now What ?, ainsi que dans les compilations Greatest Hits : 1998-2008 et Antaology.
En 2006, Lambé An Dro est reprise par Les Enfoirés sur l'album Le Village des Enfoirés. Le chant est assuré par Jean-Jacques Goldman, Michael Jones, Yannick Noah,Gérald de Palmas et Jean-Baptiste Maunier. Le groupe québécois Bodh'aktan l'enregistre à son tour en 2013, avec la participation de Tristan Nihouarn.

## Liste des titres

### CD 1997
Quai Ouest Musiques (MATCD001)
| No | Titre        | Paroles                          | Musique                 | Durée |
| -- | ------------ | -------------------------------- | ----------------------- | ----- |
| 1. | Lambé An Dro | Tristan Nihouarn                 | Matmatah                | 3:56  |
| 2. | Les Moutons  | Jacques Balcon, Dominique Daniel | Trad., arrang. Matmatah | 3:50  |

### CD 1998
Trema (742689)
| No | Titre                     | Paroles          | Musique  | Durée |
| -- | ------------------------- | ---------------- | -------- | ----- |
| 1. | Lambé An Dro              | Tristan Nihouarn | Matmatah | 3:54  |
| 2. | Troglodyte                | Tristan Nihouarn | Matmatah | 3:58  |
| 3. | Lambé An Dro (cuvée 1997) | Tristan Nihouarn | Matmatah | 3:56  |